# Општина Валкау Де Жос (Салаж)
Валкау Де Жос (рум. Valcãu De Jos) општина је у Румунији у округу Салаж.
Oпштина се налази на надморској висини од 279 m.